# Corrente di Cromwell

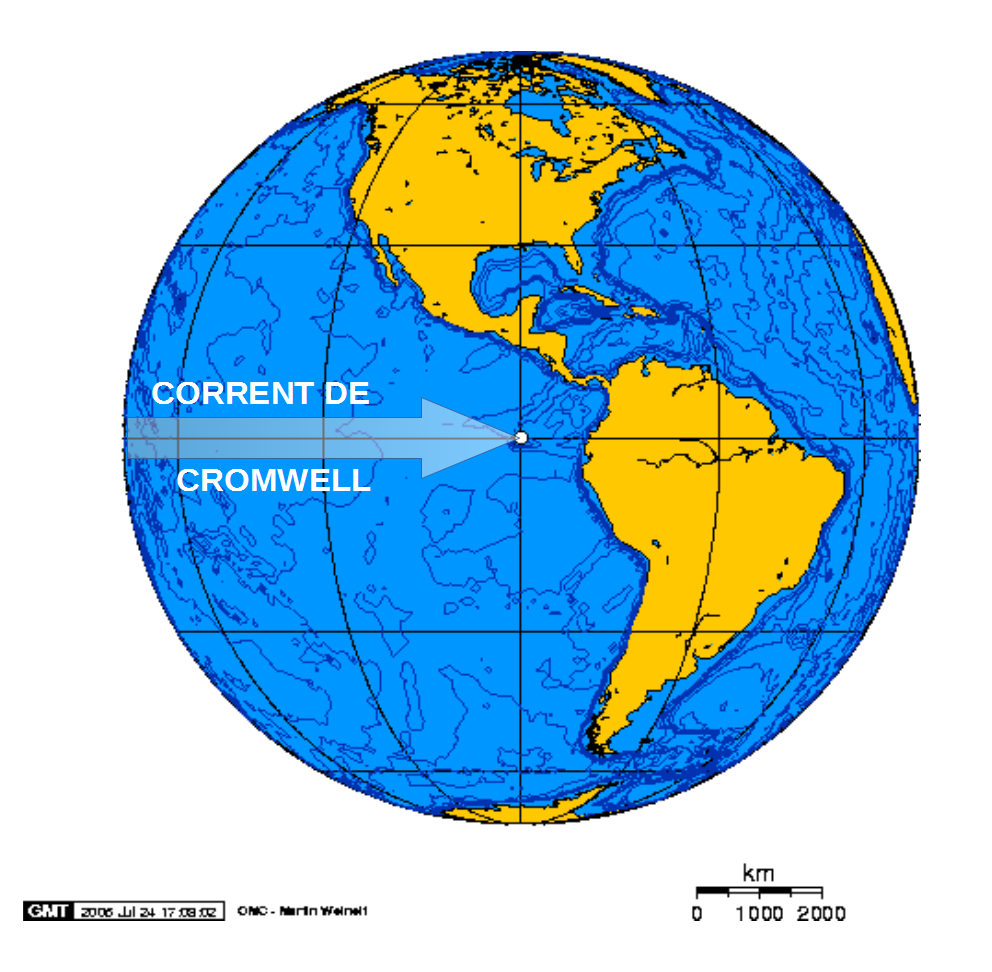

La Corrente di Cromwell (detta anche Sotto Corrente Equatoriale del Pacifico o semplicemente Sotto Corrente Equatoriale), è una corrente oceanica subsuperficiale che scorre verso est lungo la linea dell'equatore nell'Oceano Pacifico.

## Caratteristiche
La corrente di Cromwell fu scoperta nel 1952 da Townsend Cromwell, un ricercatore del Honolulu Laboratory.
Ha un'ampiezza di 400 km, scorre ad una profondità di circa 100 m sotto la superficie dell'Oceano Pacifico lungo la linea dell'equatore ed ha uno spessore piuttosto limitato di poco più di 30 m. Si tratta di una corrente piuttosto veloce in grado di fluire fino a 1,5 m/s. Il suo volume è circa un migliaio di volte maggiore di quello del fiume Mississippi e la sua lunghezza è di circa 6000 km.
Il nucleo centrale della corrente di Cromwell coincide con il termoclino e la sua distanza dalla parallela controcorrente equatoriale è di circa 300 km.